# Holovaci (Zavorsklo), Poltava
Holovaci (în ucraineană Головач) este un sat în comuna Zavorsklo din raionul Poltava, regiunea Poltava, Ucraina.

## Demografie
Componența lingvistică a localității Holovaci
     Ucraineană (92,35%)
     Rusă (7,18%)
     Alte limbi (0,47%)
Conform recensământului din 2001, majoritatea populației localității Holovaci era vorbitoare de ucraineană (92,35%), existând în minoritate și vorbitori de rusă (7,18%).